# Camaçari
Camaçari és una ciutat de l'estat brasiler de Bahia.
Forma part de la Regió Metropolitana de Salvador (Região Metropolitana de Salvador), sent la ciutat industrial de la metròpoli. Camaçari cobreix 784.658 km2 (302.958 sq mi), i tenia una població estimada de 292.074 el 2014, amb una densitat de població de 370 per quilòmetre quadrat. El municipi consta de tres districtes: Camaçari, Abrantes i Monte Gordo.
Té una població estimada de 227.955 habitants per al 2008.

## Història
La zona de Camaçari estava habitada per ètnies tupinambá abans de l'arribada dels portuguesos. El primer assentament portuguès va ser el 1558 per dos sacerdots jesuïtes, João Gonçalves i Antônio Rodrigues. Van formar un poble anomenat Aldeia do Divino Espírito Santo. L'Aldeia do Divino Espírito Santo va tenir un paper important en l'expulsió dels holandesos que van arribar a Bahia al segle xvii. Les tropes sota la direcció del bisbe D. Mark Teixeira van expulsar els holandesos el 1624. El nom del poble es va canviar a Vila de Nova Abrantes do Espírito Santo el 28 de setembre de 1758 per ordres del Marquiq de Pombal. Els jesuïtes també van ser expulsats de la zona alhora. Més tard, el poble es va conèixer com a Vila d'Abrantes.

## Economia
Diverses fàbriques i plantes petroquímiques componen una de les àrees industrials més grans del Brasil i la més gran de la regió nord-est del país. L'empresa multinacional brasilera Braskem, la companyia petroquímica més gran de les Amèriques per capacitat de producció, posseeix un important complex petroquímic a Camaçari. És la més gran del Brasil, juntament amb la de Triunfo, que també és propietat de Braskem. La ciutat també acull una gran fàbrica automobilística propietat de la Ford Motor Company.